# November (Madeline-Juno-Lied)
November ist ein Lied der deutschen Singer-Songwriterin Madeline Juno aus dem Jahr 2021. Als akustisches Duett mit der österreichischen Sängerin Esther Graf ist es die siebte Singleauskopplung aus ihrem fünften Studioalbum Besser kann ich es nicht erklären.

## Entstehung und Artwork
Das Lied wurde von der Interpretin selbst, gemeinsam mit dem Berliner Musiker Joschka Bender und dem Koblenzer Sänger Wieland Stahnecker (Blinker), geschrieben. Bender zeichnete darüber hinaus auch für die Aufnahme, Instrumentierung, Produktion und Programmierung verantwortlich. Für die Instrumentierung spielte er dabei die Gitarre und das Keyboard ein. Blinker arbeitete bei der Produktion zu Besser kann ich es nicht erklären erstmals mit Juno zusammen. Bender ist bereits seit Beginn von Junos Karriere im Jahr 2013 festes Mitglied ihrer Liveband und an diversen Produktionen, in verschiedenen Funktionen, beteiligt. Abgemischt wurde das Lied durch den Kornwestheimer Toningenieur Ralf Christian Mayer.  Das Mastering erfolgte durch GKG Mastering in Freising, unter der Leitung des Studioinhabers Ludwig Maier sowie Björn Edelmann.
Auf dem Frontcover der Single sind – neben Interpretenangabe und Liedtitel – Juno und Esther Graf zu sehen. Es zeigt zwei nebeneinander angeordnete Screenshots der beiden, die während einer mitgefilmten Akustikaufnahme zu November entstanden ist, vor einem beigen Hintergrund. Das gleiche Artwork-Konzept fand sich auch auf der nachfolgenden Single Normal fühlen (Akustik) (Juli 2022) wieder.

## Veröffentlichung und Promotion
Die Erstveröffentlichung von November erfolgte am 15. Oktober 2021 bei Embassy of Music, als B-Seite der vorangegangenen Single Nur kurz glücklich. Der Vertrieb erfolgte durch Tonpool, verlegt wurde das Lied durch BMG Rights Management und Universal Music Publishing. Am 28. November 2021 erschien das Lied als siebte Singleauskopplung aus dem Album. Diese erschien als digitaler Einzeltrack zum Download und Streaming in einer gemeinsamen Akustikversion mit Esther Graf.
Die Studioversion zu November erschien am 14. Januar 2022 als Teil von Junos fünften Studioalbum Besser kann ich es nicht erklären (Katalognummer: 770200). Am 22. Juli 2022 erschien die akustische Aufnahme als Teil der Deluxeversion des Albums (Katalognummer: 770331).
Ein Musikvideo hierzu wurde nicht gedreht. Um die Veröffentlichung dennoch zu bewerben, erschien am 15. Oktober 2021 ein Lyrikvideo sowie bereits zwei Wochen vor der Singleveröffentlichung, am 15. November 2021, ein Video von Juno und Graf, mit der akustischen Interpretation des Liedes. Bei dem Akustikvideo wurden die beiden Sängerinnen von Joschka Bender und Blinker an den Gitarren sowie Samira Aly am Cello begleitet. Darüber hinaus trat Juno mit dem Lied im November 2021 bei TV Noir auf.

## Inhalt
| „Und auf einmal ist es wieder November. Alle Jahre wieder werd’ ich erinnert, ja. Nein, ich denk’ eigentlich nicht mehr an dich. Und dann plötzlich. Ist es auf einmal wieder fucking November. Hat sich nach all der Zeit denn gar nichts verändert? Ja. Nein, ich denk’ eigentlich nicht mehr an dich. Und dann plötzlich ist es wieder November.“ – Refrain, Originalauszug | Der Liedtext zu November ist in deutscher Sprache verfasst und stammt von der Interpretin selbst sowie Joschka Bender und Blinker. Alle Texter komponierten zugleich die Musik in der Tonart Cis-Dur mit 82 Schläge pro Minute. Musikalisch bewegt sich das Lied im Bereich der Popmusik. Inhaltlich geht es in November darum, dass Juno eigentlich über ihren Ex-Partner hinweg sei, diese Beziehung schon Jahre zurückliege und sie denke, dass sie genügend Abstand zu ihm entwickelt habe, weil sie eigentlich nicht mehr an ihn denken müsse („Nein, ich denk' eigentlich nicht mehr an dich“). Obwohl sie einen neuen Partner an ihrer Seite habe („Es gibt mittlerweile jеmand andern / Kann wieder liеben, ohne Angst, dass was passiert“), der ihr alle Ängste nehme, müsse sie jedoch jeden „November“ an ihren Ex-Partner denken („Und auf einmal ist es wieder November / Alle Jahre wieder werd’ ich erinnert“). Sie denke darüber nach, was er für ein Fehler gewesen sei und das sie sich aus heutiger Sicht nicht für ihn entscheiden hätte. Allerdings traue sie sich nicht darüber zu sprechen, weil man denken könnte, dass sie noch Gefühle für ihn habe („Ich will nicht drüber reden, weil ich Angst hab’ / Man könnte glauben, ich vermiss’ dich“). |

Juno selbst beschrieb November als eines ihrer Lieblingslieder des Albums:

„Der Herbst war schon als ich klein war meine liebste Jahreszeit und der November ist heute noch ein Monat der, wie ich finde, zwischen allen anderen Monaten der kälteren Jahreszeit heraussticht. Er ist nicht schön, mild, golden oder weihnachtlich. Für mich persönlich ist er seit ein paar Jahren ein Monat der mich an eine Zeit zurückerinnert, von der ich glücklich bin, sie hinter mir gelassen zu haben. Auch wenn ihr diesen Song bereits vor Anbruch des von mir besungenen Monats zu hören bekommt, freue ich mich unfassbar dieses nächste Puzzlestückchen meines Albums jetzt schon mit euch teilen zu können und hoffe er trägt euch vielleicht durch düstere Tage.“

Aufgebaut ist das Lied aus zwei Strophen und einem Refrain. Es beginnt zunächst als eine Art Intro mit einem Teilauszug des Refrains, dessen erste Hälfte zunächst interpretiert wird. Daran schließt sich die erste Strophe an, die als Achtzeiler verfasst wurde. An diese schließt sich zunächst der dreizeilige Prechorus an, ehe der eigentliche Refrain mit seinen acht Zeilen einsetzt. Der gleiche Aufbau wiederholt sich mit der zweiten Strophe, nur das diese ebenfalls über acht Zeilen verfügt. Nach dem zweiten Refrain klingt dieser mit dem Postchorus aus, der lediglich aus der Zeile „Ist es wieder November“ besteht, ehe nochmals der Refrain einsetzt, womit das Lied auch endet.

## Mitwirkende
| Liedproduktion - Joschka Bender: Gitarre, Keyboard, Komposition, Liedtext, Musikproduktion, Programmierung, Tonaufnahme - Björn Edelmann: Mastering - Esther Graf: Gesang (Akustikversion) - Madeline Juno: Gesang, Komposition, Liedtext - Ludwig Maier: Mastering - Ralf Christian Mayer: Abmischung - Wieland Stahnecker (Blinker): Komposition, Liedtext | Unternehmen - BMG Rights Management: Musikverlag - Embassy of Music: Musiklabel - GKG Mastering: Tonstudio - Tonpool: Vertrieb - Universal Music Publishing: Musikverlag |

## Rezensionen
Arne Lehrke von Plattentests.de vergab drei von zehn Punkten für das Album und beschrieb es als eher kalten Stein im Geröllhaufen deutschsprachiger Popmusik. November beispielsweise täusche kurz einen rockigen Klimmzug an, nur um dann kraft- und hilflos an der Stange zu hängen.
Matthias Reichel von CDStarts bewertete das Album mit 6,5 von zehn Punkten. Als eines von fünf „Anspieltipps“ hob er dabei November hervor.